# Monte Hall
Il Monte Hall (in lingua inglese: Mount Hall) è un picco roccioso antartico, alto 2.430 m, situato 3 km a sudovest del Monte Daniel e che sormonta il blocco di monti tabulari e coperti di neve che formano l'estremità meridionale del Lillie Range, alle pendici delle Prince Olav Mountains, catena montuosa che fa parte dei Monti della Regina Maud, in Antartide. 
Fu scoperto e fotografato dalla spedizione che attraversava la Barriera di Ross nel 1957-58, guidata dal glaciologo Albert P. Crary (1911-1987). 
La denominazione è stata assegnata dallo stesso Crary in onore del capitano di corvetta Ray E. Hall, della U.S. Navy, pilota dello Squadron VX-6 durante l'Operazione Deep Freeze.